# 庄司正臣
庄司 正臣（しょうじ まさおみ、1924年または1925年 - 2016年8月28日）は、日本の実業家、地方議員。摂津市議会議長を務めた。また、大阪工業大学校友会会長・学園校友会会長を務めた。勲四等瑞宝章受章。

## 来歴
1955年に大阪工業大学工学部機械工学科を卒業する（第2期生）。日本国有鉄道（のちのJRグループ）に入社したが独立し、庄司設備工業を創業した。また、摂津市議会議員を7期25年務め、市議会議長職にも就いた。
母校の大阪工業大学の学園評議員を1976年より1991年まで務めた後、2003年には学校法人である常翔学園の理事に就任して6期12年在職した。大阪工業大学校友会会長・学園校友会会長を20年以上の長きにわたって務め、大学・学園の発展に貢献した。また、大阪工業大学機械工学科同窓会副会長・相談役も務めた。
1998年に勲四等瑞宝章を受章している。